# Unione Sportiva Ponte San Pietro 1951-1952
Questa voce raccoglie le informazioni riguardanti l 'Unione Sportiva Ponte San Pietro nelle competizioni ufficiali della stagione 1951-1952.

## Rosa
| N. |                   | Ruolo | Calciatore           |
| -- | ----------------- | ----- | -------------------- |
|    | Italia (bandiera) | C     | Gaudenzio Bernasconi |
|    | Italia (bandiera) | A     | A. Birolini          |
|    | Italia (bandiera) | P     | E. Canini            |
|    | Italia (bandiera) | C     | M. Cesani            |
|    | Italia (bandiera) | A     | A. Cugini            |
|    | Italia (bandiera) | A     | G. Dognazzi          |
|    | Italia (bandiera) | C     | Francesco Duzioni    |
|    | Italia (bandiera) | D     | P. Fracassetti       |

| N. |                   | Ruolo | Calciatore   |
| -- | ----------------- | ----- | ------------ |
|    | Italia (bandiera) | A     | R. Marchesi  |
|    | Italia (bandiera) | D     | L. Marchetti |
|    | Italia (bandiera) | C     | M. Mecca     |
|    | Italia (bandiera) | A     | A. Plebani   |
|    | Italia (bandiera) | D     | M. Sirtoli   |
|    | Italia (bandiera) | A     | E. Surini    |
|    | Italia (bandiera) | A     | G. Vaglietti |